# Bipolární neuron

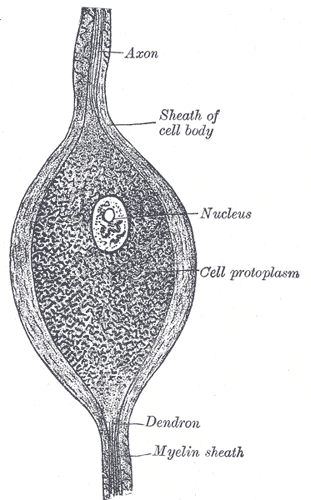
Bipolární neuron

Bipolární neuron je neuron s jedním neuritem a jedním dendritem, které obvykle odstupují na opačných pólech buněčného těla. Jde například druhý neuron zrakové dráhy anebo v gangliích VIII. mozkového nervu.